# ザ・エージェント
『ザ・エージェント』（原題：Jerry Maguire）は、1996年に公開されたアメリカ映画。
監督と脚本をキャメロン・クロウが担当。トム・クルーズが主演した。

## ストーリー
有能なスポーツ・エージェントのジェリー・マグワイアは、高価な年俸のみを追求する会社の方針に疑問を持ち、提案書を提出するがあっさりとクビになってしまう。彼に好意を抱き、彼の提案書にも共感をする同僚だったドロシーと共に会社を立ち上げ、仕事の成功のために努力していくが、その中で「本当に重要なものは何か」を知ることになっていく。

## 登場人物
ジェリー・マグワイア
演 - トム・クルーズ
スポーツエージェント。しかし、会社のやり方に疑問を持った提言書を出したことで解雇されるが、これを機に独立する。
ロッド・ティドウェル
演 - キューバ・グッディング・Jr
アメフト選手。ジュリーのクライアント。
ドロシー・ボイド
演 - レネー・ゼルウィガー
シングルマザー。ジュリーの同僚で彼のやり方に共感して共に独立する。
アヴェリー・ビショップ
演 - ケリー・プレストン
ジェリーの恋人。しかし、解雇された彼を見限る。
フランク・クッシュマン
演 - ジェリー・オコンネル
クォーターバック。ジュリーのクライアント。
ボブ・シュガー
演 - ジェイ・モーア
ジュリーの元同僚。ジュリーを裏切った。
ローレル・ボイド
演 - ボニー・ハント
ドロシーの姉。ドロシーを支える理解者。
マーシー・ティドウェル
演 - レジーナ・キング
ロッドの妻。良妻賢母。
レイ・ボイド
演 - ジョナサン・リプニッキ
ドロシーの息子。無邪気。
チャド
演 - トッド・ルイーゾ
児童保育士。

## キャスト
| 役名                                     | 俳優                           | 日本語吹替                                                                                  | 日本語吹替                                                                              |
| 役名                                     | 俳優                           | ソフト版                                                                                    | 日本テレビ版                                                                            |
| ---------------------------------------- | ------------------------------ | ------------------------------------------------------------------------------------------- | --------------------------------------------------------------------------------------- |
| ジェリー・マグワイア                     | トム・クルーズ                 | 山寺宏一                                                                                    | 平田広明                                                                                |
| ロッド・ティドウェル                     | キューバ・グッディング・Jr     | 江原正士                                                                                    | 山寺宏一                                                                                |
| ドロシー・ボイド                         | レネー・ゼルウィガー           | 津田真澄                                                                                    | 佐々木優子                                                                              |
| アヴェリー・ビショップ（ジェリーの恋人） | ケリー・プレストン             | 田中敦子                                                                                    | 沢海陽子                                                                                |
| フランク・クッシュマン                   | ジェリー・オコンネル           | 成田剣                                                                                      | 安井邦彦                                                                                |
| ボブ・シュガー                           | ジェイ・モーア                 | 家中宏                                                                                      | 水島裕                                                                                  |
| ローレル・ボイド（ドロシーの姉）         | ボニー・ハント                 | 幸田直子                                                                                    | 野沢由香里                                                                              |
| マーシー・ティドウェル                   | レジーナ・キング               | 磯辺万沙子                                                                                  | 高山佳音里                                                                              |
| レイ・ボイド（ドロシーの息子）           | ジョナサン・リプニッキ         | こおろぎさとみ                                                                              | 山田千晴                                                                                |
| チャド                                   | トッド・ルイーゾ               | 清水明彦                                                                                    | 岩崎ひろし                                                                              |
| ビル・ドゥーラー                         | マーク・ペリントン             | 福田信昭                                                                                    |                                                                                         |
| タイソン・ティドウェル                   | ジェレミー・スアレス           | 大谷育江                                                                                    | こおろぎさとみ                                                                          |
| ディッキー・フォックス                   | ジャレッド・ユッシム           | 村松康雄                                                                                    | 岩田安生                                                                                |
| デニス・ウィルバーン                     | グレン・フライ                 | 仲野裕                                                                                      | 廣田行生                                                                                |
| ウェンディ                               | ナダ・デスポトヴィッチ         | さとうあい                                                                                  | 竹村叔子                                                                                |
| ボビー・ファロン                         | アレクサンドラ・ウェントワース |                                                                                             | 園田恵子                                                                                |
| リック                                   | ドナル・ローグ                 |                                                                                             |                                                                                         |
| ベン                                     | トム・ギャロップ               |                                                                                             | 星野充昭                                                                                |
| スティーヴ・レモ                         | トビー・ハス                   |                                                                                             | 楠見尚己                                                                                |
| ジェシー・レモ                           | ドレイク・ベル                 | 渡辺美佐                                                                                    |                                                                                         |
| イーサン・バルヘアー                     | エリック・ストルツ             | 若本規夫                                                                                    |                                                                                         |
| 元ガールフレンド                         | ルーシー・アレクシス・リュー   |                                                                                             |                                                                                         |
| カタリナ・ヴィット                       |                                |                                                                                             |                                                                                         |
| アル・マイケルズ                         | アル・マイケルズ               |                                                                                             | 仲野裕                                                                                  |
| ダン・ディアードルフ                     | ダン・ディアードルフ           | 福田信昭                                                                                    | 小山武宏                                                                                |
| マット・クッシュマン                     | ボー・ブリッジス               | 宝亀克寿                                                                                    | 富田耕生                                                                                |
| その他                                   | -                              | 山本郁子 筒井巧 伊藤和晃 田原アルノ 峰恵研 望木祐子 久保田民絵 安井邦彦 伊藤栄次 麻生まどか | 小形満 藤生聖子 楠大典 田畑ゆり 水野龍司 長島雄一 浅野まゆみ 青木誠 村井かずさ 清水敏孝 |

- 日本テレビ版：初回放送2000年3月3日『金曜ロードショー』21:03-23:29

## スタッフ
- 監督・脚本：キャメロン・クロウ
- 製作：ジェームズ・L・ブルックス、リチャード・サカイ、ローレンス・マーク、キャメロン・クロウ
- 音楽：ダニー・ブロムソン
- 撮影：ヤヌス・カミンスキー
- 編集：ジョー・ハッシング
- 製作会社：Gracie Films、トライスター ピクチャーズ

日本語版
|      | ソフト版 | 日本テレビ版   |
| ---- | -------- | -------------- |
| 演出 | 松川陸   | 佐藤敏夫       |
| 翻訳 | 松崎広幸 | たかしまちせこ |
| 調整 | 高橋昭雄 | 栗林秀年       |
| 効果 |          | VOX 猪飼和彦   |
| 制作 | 東北新社 | スケアクロウ   |

## 受賞およびノミネート
アカデミー賞（1996年）
- 作品賞
- 主演男優賞
- 助演男優賞(受賞)　キューバ・グッディング・Jr
- 脚本賞
- 編集賞

ゴールデングローブ賞（1996年）
- 作品賞(コメディ/ミュージカル)
- 男優賞(コメディ/ミュージカル)(受賞)　トム・クルーズ
- 助演男優賞

放送映画批評家協会賞（1996年）
- 作品賞
- 助演男優賞(受賞)　キューバ・グッディング・Jr
- ブレイクスルー賞(受賞)　レネー・ゼルウィガー
- 子役賞(受賞)　ジョナサン・リプニッキ

ヨーロッパ映画賞（1996年）
- インターナショナル(非ヨーロッパ)作品賞

MTVムービー・アウォーズ（1996年）
- 作品賞
- 男優賞(受賞)　トム・クルーズ
- ブレイクスルー賞